# Rogopag
Un joyeux début pour la fin du monde
Pour plus de détails, voir Fiche technique et Distribution.
Rogopag, un joyeux début pour la fin du monde (Laviamoci il cervello: Rogopag) est un film à sketches franco-italien réalisé par Roberto Rossellini, Jean-Luc Godard, Pier Paolo Pasolini et Ugo Gregoretti et sorti en 1963.
Son titre principal, également connu sous les graphies RoGoPaG, Ro.Go.Pa.G. ou Ro.Go.PaG, est constitué des premières lettres de ses quatre réalisateurs : Rossellini, Godard, Pasolini et Gregoretti.
Il est composé de :
- Illibatezza (litt. La Virginité ou Pureté) de Roberto Rossellini
- Il mondo nuovo (litt. Le Nouveau Monde) de Jean-Luc Godard
- La ricotta (litt. Le Fromage blanc) de Pier Paolo Pasolini
- Il pollo ruspante (litt. Le Poulet de grain) d'Ugo Gregoretti

## Fiche technique
- Titre français : Rogopag, un joyeux début pour la fin du monde[1] ou Rogopag[2]
- Titre original : Laviamoci il cervello: Rogopag[3] ou Rogopag[4]
- Réalisation et scénario : Roberto Rossellini, Jean-Luc Godard, Pier Paolo Pasolini et Ugo Gregoretti
- Assistance réalisation : Renzo Rossellini, Charles Bitsch et Sergio Citti
- Photographie : Jean Rabier (Il mondo nuovo), Tonino Delli Colli (La ricotta)
- Montage : Nino Baragli
- Musique : Carlo Rustichelli
- Production : Manolo Bolognini, Alfredo Bini, Alberto Barsanti, Angelo Rizzoli
- Sociétés de production : Arco Film, Cineriz (Milan) ; Société cinématographique Lyre (Paris)
- Pays de production :  Italie -  France
- Langue originale : italien
- Format : Noir et blanc avec extraits en couleurs - 1,85:1 - Son mono - 35 mm
- Durée : 123 minutes[5]
- Genre : comédie dramatique à sketches
- Dates de sortie : 
  - Italie : 19 février 1963
  - France : 11 décembre 1991

## Distribution
Illibatezza
- Rosanna Schiaffino : Anna Maria
- Bruce Balaban : Joe
- Maria Pia Schiaffino : hôtesse

Il mondo nuovo
- Jean-Marc Bory : lui
- Alexandra Stewart : Alessandra

La ricotta
- Orson Welles : réalisateur
- Mario Cipriani : Giovanni Stracci
- Laura Betti : Sonia
- Edmonda Aldini (it) : Valentina
- Ettore Garofolo : Ettore

Il pollo ruspante
- Ugo Tognazzi : Togni
- Lisa Gastoni : La femme de Togni
- Ricky Tognazzi : Ricky Togni
- Antonella Taito : Antonella Togni

## Synopsis

### Illibatezza
Anna Maria est hôtesse de l'air chez Alitalia et se trouve souvent loin de l'Italie et de son fiancé, si bien que tous deux s'échangent des vidéos en 8 mm réalisés avec leurs propres caméras. À Bangkok, la protagoniste reçoit les attentions d'un passager américain d'âge moyen très obsessionnel, qui lui prodigue une attention et des soins constants, bien qu'elle fasse montre d'un tempérament réservé et manifestement désintéressé à son égard.
Le petit ami d'Anna Maria consulte alors un psychiatre, qui conseille à la protagoniste de changer complètement d'apparence, en devenant provocante et agressive. L'Américain, qui voyait en Anna Maria son idéal de femme angélique et maternelle, perd ainsi tout intérêt pour elle. Son attirance sexuelle étant alimentée par la timidité avec laquelle elle avait d'abord essayé de supporter ses avances.

### Il mondo nuovo
Sur fond de quatuors à cordes de Ludwig van Beethoven (n° 7, 9, 10, 14 et 15), une voix hors champ raconte l'histoire dans la langue d'un roman classique, avec quelques lignes de dialogue des protagonistes dans la seconde moitié du film. Le narrateur est un habitant du Paris moderne qui, après avoir raconté brièvement comment il a rencontré sa fiancée Alexandra, lit dans Paris Jour et dans L'Humanité qu'une explosion atomique massive s'est produite à 120 000 mètres au-dessus de Paris. La vie suit son cours, même si l'homme remarque quelques bizarreries dans le comportement de sa fiancée. Après avoir pris rendez-vous avec lui, Alexandra ne se présente pas ; il la surprend à la piscine, en train d'embrasser un inconnu sur la bouche. Lorsqu'il lui demande une explication, elle est incapable d'en donner une.
En outre, la jeune fille confond un mot avec un autre, « absolument » au lieu de « évidemment », et porte un couteau dangereux dans ses sous-vêtements. Le protagoniste se rend compte que les gens qui l'entourent se comportent de manière inexplicable, par exemple tout le monde semble prendre régulièrement des pilules d'origine inconnue. Le langage semble subir des changements subtils : Alexandra lui dit « Je t'ex-aime ». Le protagoniste se rend compte que l'explosion atomique n'a pas détruit la vie biologique, mais le bon sens, et il écrit un « journal du dernier membre du royaume de la liberté », avant de plonger dans un monde surréaliste et illogique.

### La ricotta
Dans la campagne romaine, une équipe de cinéma est occupée à tourner la Passion du Christ. Stracci (litt. « loques »), le figurant qui joue le Bon Larron, donne à sa famille le panier-repas qu'il vient de recevoir de la production. Ayant faim, il se déguise en femme pour obtenir un deuxième panier, qui est mangé par le petit chien de la première actrice de la distribution. Entre-temps, un journaliste arrive sur le plateau pour interviewer le réalisateur étranger sur le film ; à la fin de l'interview, le journaliste trouve Stracci en train de caresser le chien et l'achète pour mille lires.
Avec l'argent, Stracci court voir le crémier ambulant sur la route voisine pour racheter tout ce qui lui reste de ricotta, mais il est rappelé sur le plateau et attaché à la croix pour la reprise du travail ; à l'interruption suivante, il court manger la ricotta et, surpris par les autres acteurs, il est invité à se gaver des restes du banquet préparé pour la Cène. Au moment de tourner la scène de la crucifixion, il meurt d'indigestion sur la croix. Le réalisateur, sans l'ombre d'une émotion, commente : « Pauvre Stracci. Crever... le seul moyen pour nous rappeler qu'il était vivant ».
Les scènes en couleur reproduisent deux célèbres tableaux du XVIe siècle, la Déposition de Croix de Rosso Fiorentino et La Déposition de Pontormo.

### Il pollo ruspante
Deux scènes se succèdent : La première est celle d'une conférence sur les nouvelles techniques de publicité et de marketing où l'on voit l'orateur — un éminent sociologue qui parle à l'aide d'un laryngophone — lire son discours, tapé par une femme à lunettes sur un sténotype, sur les nouveaux modèles de consommation et donc de publicité et de vente d'un produit, quel qu'il soit ; Dans la deuxième scène, on voit, en contrepoint, une petite famille lombarde de quatre personnes qui vit au rythme des modes, se laissant influencer par les publicités et les tendances que ses jeunes enfants, passionnés par les publicités télévisées, connaissent par cœur.
Un dimanche, le chef de famille, M. Togni, part en voyage avec sa femme et ses enfants, dans sa Fiat 600. Pendant le trajet, il est agacé par les autres voitures qui le doublent. S'arrêtant dans un autogrill pour le petit-déjeuner, il achète à ses enfants des peluches et des bonbons. La famille visite ensuite un terrain à acheter pour construire sa propre maison mitoyenne, mais le prix demandé est trop élevé. Sur le chemin du retour, Togni, de nouveau humilié et frustré par les doublements incessants des autres voitures, fait une manœuvre imprudente qui provoque une collision frontale.

## Production

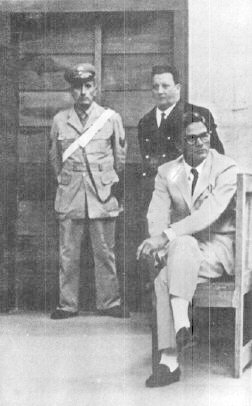
Pasolini durant son procès en 1963.

L'épisode tourné par Godard représente, avec Les Carabiniers (1963) et Le Grand Escroc, une sorte de « trilogie Rossellini ». Godard a en effet été pratiquement toute sa vie un grand admirateur du cinéaste italien, mais il ne le connaissait pas personnellement, et Rossellini lui-même était plutôt méfiant à son égard ; François Truffaut, qui avait déjà travaillé avec lui en tant qu'assistant réalisateur, a servi d'intermédiaire lors de leur rencontre. Lorsqu'en février 1962 un journaliste demande à Godard s'il a un maître, une figure de référence, il répond : « Non, ou peut-être un seul, par sa volonté d'indépendance : Rossellini ».
À la Mostra de Venise 1962, où il est venu présenter Vivre sa vie, un film dont la structure narrative s'inspire du film de Rossellini Les Onze Fioretti de François d'Assise (1950), Godard rencontre le producteur Alfredo Bini, qui lui propose de participer à un film à épisodes en collaboration avec trois réalisateurs italiens : Roberto Rossellini, Pier Paolo Pasolini et Ugo Gregoretti. Godard accepte et décide de tourner son propre épisode à toute vitesse, en faisant appel à des acteurs peu connus mais proches de la Nouvelle Vague : la Canadienne Alexandra Stewart et Jean-Marc Bory. Le tournage se termine en un jour, le 24 novembre 1962 (date du journal L'Humanité par lequel le narrateur apprend l'explosion atomique).
Le thème de ce film de science-fiction atypique pourrait être décrit comme « le début heureux de la fin du monde » comme le souligne le sous-titre du film Rogopag en France ; Godard s'est inspiré du roman Je suis une légende de l'écrivain américain de science-fiction Richard Matheson. Le dérèglement des comportements et la représentation d'un futur proche déjà contenu par l'architecture futuriste du Paris d'aujourd'hui anticipent le cadre du film Alphaville, une étrange aventure de Lemmy Caution, tourné deux ans plus tard, tout comme les plans nocturnes, les lumières clignotantes, les voitures circulant indifféremment dans les rues animées.

## Censure
Pier Paolo Pasolini a été condamné pour l'épisode La ricotta pour « dénigrement de la religion d’État », mais la peine de prison n'a pas été purgée en raison d'une amnistie ; le film est revenu sur les écrans avec des modifications de la bande son et quelques coupes, ainsi que la modification du sous-titre d'ouverture et de la remarque finale d'Orson Welles, qui disait à l'origine « mourir était sa seule façon de faire la révolution ».
Des phrases comme « à bas les crucifix ! », qui est criée en séquence par des personnages sur le plateau et dans la rue, et même par un chien, ont également été remplacées ; de petites coupes ont également conduit à raccourcir certaines séquences jugées embarrassantes, comme celle du sanglot de Stracci (pris pour un orgasme) devant le strip-tease d'une figurante et celle du moment d'hilarité gaillarde qui interrompt le transport du Christ.
Les coupes ont été effectuées par Pasolini directement sur le négatif, ce qui a fait croire que la première version était perdue. Une copie du film avec le montage original a finalement été retrouvée et restaurée par la Cineteca Nazionale, qui a également réinséré les quelques secondes de coupes effectuées par la censure avant même la distribution de la première version (toutes relatives à la scène du strip-tease) ; elle a été présentée, sous le titre La ricotta director's cut, au Festival del cinema ritrovato de Bologne en 2022.

## Accueil critique
Alberto Moravia, dans une critique du film pour L'Espresso du 3 mars 1963, fait l'éloge de l'épisode La ricotta tourné par Pasolini :
« Dobbiamo premettere che un solo giudizio si attagli a quest'episodio: geniale!. Non vogliamo dire con questo che sia perfetto o che sia bellissimo; ma vi si riscontrano i caratteri della genialità, ossia una certa qualità di vitalità al tempo stesso sorprendente e profonda. L'episodio di Pasolini ha la complessità, nervosità, ricchezza di toni e varietà di livelli delle sue poesie; si potrebbe anzi definire un piccolo poema di immagini cinematografiche. Da notarsi l'uso nuovo ed attraente del colore e del bianco nero. Orson Welles, nella parte del regista straniero che si lascia intervistare, ha creato con maestria un personaggio indimenticabile »
— Alberto Moravia

« Force est de constater qu'un seul jugement s'attache à cet épisode : brillant ! Nous ne voulons pas dire par là qu'il est parfait ou qu'il est beau, mais on peut y trouver les caractéristiques du génie, c'est-à-dire une certaine qualité de vitalité à la fois surprenante et profonde. L'épisode de Pasolini a la complexité, la nervosité, la richesse de ton et la variété de niveaux de ses poèmes ; en effet, il pourrait être décrit comme un petit poème d'images cinématographiques. Il convient de noter l'utilisation nouvelle et attrayante de la couleur et du noir et blanc. Orson Welles, dans le rôle du réalisateur étranger qui se laisse interviewer, a magistralement créé un personnage inoubliable. »